# Monopterus
Monopterus là một chi gồm các loài lươn đầm lầy đặc hữu châu Á thuộc họ Lươn. Chi này có một loài M. boueti đặc hữu châu Phi. Hai loài, M. eapeni và M. roseni, sinh sống trong hang động.

## Các loài
Chi này hiện có 14 loài được công nhận:
- Monopterus albus (Zuiew, 1793)
- Monopterus bicolor V. H. Nguyễn & H. D. Nguyễn, 2005
- Monopterus boueti (Pellegrin, 1922)
- Monopterus cuchia (F. Hamilton, 1822)
- Monopterus desilvai R. M. Bailey & Gans, 1998[2]
- Monopterus dienbienensis V. H. Nguyễn & H. D. Nguyễn, 2005
- Monopterus digressus Gopi, 2002[3]
- Monopterus eapeni Talwar, 1991
- Monopterus fossorius (K. K. Nayar, 1951)
- Monopterus hodgarti (B. L. Chaudhuri, 1913)
- Monopterus ichthyophoides Britz, Lalremsanga, Lalrotluanga & Lalramliana, 2011[4]
- Monopterus indicus (Silas & E. Dawson, 1961)
- Monopterus luticolus Britz, Doherty-Bone, Kouete, D. Sykes & Gower, 2016[5]
- Monopterus roseni R. M. Bailey & Gans, 1998[2]